# مارسيلو كامبو
مارسيلو كامبو (بالإسبانية: Marcelo Campo)‏ هو لاعب اتحاد الرغبي أرجنتيني، ولد في 1 يوليو 1957 في بوينس آيرس في الأرجنتين.

## وصلات خارجية
- مارسيلو كامبو عل موقع إسبنسكروم (الإنجليزية)